# Domenico Fischietti
Domenico Fischietti (1725, Neapol – 1810, Salcburk) byl italský operní skladatel.

## Život
Domenico Fischietti se narodil v Neapoli v hudební rodině. Jeho otec, Giovanni Fischietti, byl rovněž operní skladatel. Domenico vynikal již v raném dětství a byl považován za zázračné dítě. Studoval na konservatoři Conservatory of Sant'Onofrio Porta Capuana pod vedením Leonarda Lea a Francesca Durante.
Jeho první opera, Armindo, měla premiéru v Neapoli roku 1742 v divadle Teatro dei Fiorentini. Někteří hudební vědci se však s ohledem na datum premiéry domnívají, že tuto operu spíše zkomponoval ještě jeho otec Giovanni.
V roce 1755 uvedl v Benátkách svou první operu psanou na libreto Carla Goldoniho Lo speziale (Apatykář). Spolupráce s Goldonim byla velmi úspěšná a všechny následující opery ve stylu dramma giocoso, které se z této spolupráce zrodily, se setkaly s vřelým přijetím (La ritornata a Londra (Návrat do Londýna - 1756), Il mercato di Malmantile (Malmantilský trh, 1758), Il signor dottore (Lékař, rovněž 1758) a La fiera di Sinigaglia (Jarmark v Sinigaglii, 1760).
V roce 1764 odešel do Prahy, kde se stal ředitelem operní scény. Ve Schwarzenberské sbírce teatrálií a repertoáru divadla v Českém Krumlově jsou dochovány doklady o Fischiettiho činnosti v Čechách.
O dva roky později se stal ředitelem kůru na dvoře  v Drážďanech. Zde zůstal až do roku 1772. Po krátkém působení ve Vídni se stal nejprve zástupcem kapelníka a později hlavním kapelníkem na dvoře prince arcibiskupa, hraběte Hieronyma Colloreda-Mansfelda v Salcburku. O tuto funkci se ucházel i Leopold Mozart, otec Wofganga Amadea. Po vzoru vídeňského dvora, dal však hrabě přednost italskému umělci. V roce 1775 objednal arcibiskup u Wofganga Amadea Mozarta a Domenica Fischiettiho operu-serenádu na text Pietra Metastasia. Fischiettiho opera byla uvedena 22. dubna 1775 pod názvem Gli orti esperidi. Mozart zhudebnil text Il re pastore (K.S. 208). Premiéra se konala o den později
Domenico patrně v Salcburku setrval až do své smrti v roce 1810. Podle některých pramenů se však ještě před smrtí vrátil do Neapole, čemuž by nasvědčovalo i uvádění jeho děl na scénách v Neapoli a Benátkách v letech 1776 až 1778.

## Jevištní díla
- L'Armindo (Paolo Saracino), commedia per musica (1742, Neapol, Teatro dei Fiorentini);
- L'Ab(b)ate Collarone (Pietro Trinchera), commese chiamma (karneval 1749, Neapol, Teatro della Pace);
- Il pazzo per amore, commedia per musica (karneval 1752 Neapol, Teatro dei Fiorentini);
- La finta sposa, commedia per musica (karneval 1753 Palermo); přepracováno (1753) pro Florencii;
- Le chiajese cantarine, přepracovaná verze opery L'Ab(b)ate Collarone pro karneval v Neapoli, 1754;
- Artaserse (Pietro Metastasio), dramma per musica (1754, Piacenza) ;
- Lo Speziale (Carlo Goldoni), dramma giocoso (karneval 1755 Benátky, San Samuele);
- Solimano (Gianambrogio Migliavaccha); dramma per musica (karneval 1755, Benátky, Teatro Giustiano a San Moisè);
- La ritornata di Londra (Carlo Goldoni), dramma giocoso (1756, Benátky, San Samuele);
- Il mercato di Malmantile (Carlo Goldoni), dramma giocoso (karneval, 1758, Benátky, San Samuele);
- Il signor dottore (Carlo Goldoni), dramma giocoso (1758 Benátky, San Moisè);
- Semiramide (Pietro Metastasio), dramma per musica (1759, Neapol, Teatro nuovo);
- La fiera di Sinigaglia (Carlo Goldoni); dramma giocoso (karneval 1760, Řím, Dame);
- Tetide (uvedeno rovněž ve Vídni r. 1760);
- Siface (Pietro Metastasio), dramma per musica (1761, Benátky, Sant'Angelo);
- Zenobia (Pietro Metastasio), dramma per musica (1762, Praha);
- L'Olimpiade (Pietro Metastasio), dramma per musica (karneval 1763, Praha);
- La donna di governo (Carlo Goldoni), dramma giocoso (1763, Praha);
- Alessandro nell'Indie (Pietro Metastasio), dramma per musica (karneval 1764, Praha);
- Vologeso, re di Parti (Apostolo Zeno), dramma per musica (1764, Praha);
- Nitteti (Pietro Metastasio), dramma per musica (1765, Praha);
- Intermezzo, přepracovaná verze opery Il mercato di Malmantile pro Drážďany, 1766;
- Les Metamorphoses de l'amour ou Le Tuteur dupé, intermède (1769, ?);
- Talestri, regina dell'Amazzoni (Maria Antonia Walpurgis von Sachsen); opera drammatica (1773 Salcburk);
- L'isola disabitata (Pietro Metastasio), azione per musica (1774, Salcburk);
- Gli orti esperidi (Pietro Metastasio), serenata (1775, Salcburk);
- Il creso (1776, Neapol, San Carlo);
- Arianna e Teseo (Pietro Pariati), dramma per musica (1777, Neapol, San Carlo);
- La molinara (Filippo Livigni), dramma giocoso (karneval 1778, Benátky, San Samuele).